# The Fifty Worst Films of All Time
The Fifty Worst Films of All Time (And How They Got That Way), en español Las cincuenta peores películas de todos los tiempos (y cómo llegaron allá), es un libro de 1978 escrito por Harry Medved, junto con Randy Dreyfuss y Michael Medved.  Este libro representa una selección de las cincuenta peores películas sonoras jamás realizadas, en orden alfabético.  El libro presenta una sinopsis de cada película, la opinión de los autores sobre su calidad y reimprime una selección de reseñas de las películas hechas en su época.
El libro excluye intencionadamente películas silentes porque los autores las consideran «una forma aparte y única de arte, y que juzgarlas junto a las habladas sería como pesar manzanas y naranjas». Al compilar su lista, los autores utilizaron egregios ejemplos para representar géneros cinematográficos menos reputables, como películas de blaxploitation (Trouble Man). El libro limita los filmes extranjeros, considerando solo aquellos distribuidos en los Estados Unidos, pensando que era injusto evaluar las obscuridades locales negadas a un estreno internacional junto a productos de la corriente principal de Hollywood, además de darse cuenta de que no solo sería difícil para los autores ver las películas, sino que era improbable que cualquier lector pueda encontrarlas.
Los Medved más tarde continuaron este tema de «celebrar» el mal cine con The Golden Turkey Awards (Los Premios Pavo Dorado), el cual mostró otra vez películas malas y oscuras, y The Hollywood Hall of Shame (El Salón de la Vergüenza de Hollywood), que examina con cierto detalle varios importantes desastres financieros de Hollywood, centrándose tanto en el tratamiento artístico como en la ineptitud técnica y organizativa en el montaje de estas películas. Se ha subrayado el hecho de que el libro marcó el principio de una explosión de premios a «lo peor del cine», resultando en «un estado de redundancia que se aproxima al de los premios normales».